# Liste der denkmalgeschützten Objekte in Schützen am Gebirge
Die Liste der denkmalgeschützten Objekte in Schützen am Gebirge enthält die 10 denkmalgeschützten, unbeweglichen Objekte der burgenländischen Gemeinde Schützen am Gebirge.

## Denkmäler
| Foto |                 | Denkmal                                                                                                 | Standort                                                       | Beschreibung | Metadaten |
| ---- | --------------- | --- | -------------------------------------------------------------- | --- | --- |
| ja   | Datei hochladen | Kath. Pfarrkirche hl. Maria Magdalena HERIS-ID: 30122 Objekt-ID: 26853                                  | bei Eisenstädter Straße 61 Standort KG: Schützen am Gebirge    | Ein barocker Nachfolgebau (1720) einer mittelalterlichen Kirche. Der Turm stammt aus dem Jahr 1696, nachdem der hölzerne beim Türkenkrieg abbrannte (1683).          | BDA-Hist.: Q27307163 Status: § 2a Stand der BDA-Liste: 2025-06-30 Name: Kath. Pfarrkirche hl. Maria Magdalena GstNr.: 438 Mary Magdalene Church (Schützen am Gebirge) |
| ja   | Datei hochladen | Figurenbildstock, Pietà-Säule HERIS-ID: 30127 Objekt-ID: 26858                                          | Dorfplatz 5, bei, im Kirchhof Standort KG: Schützen am Gebirge | Steinerne Pietà auf einer kannelierter Säule. Datiert mit 1895. | BDA-Hist.: Q37930704 Status: § 2a Stand der BDA-Liste: 2025-06-30 Name: Figurenbildstock, Pietà-Säule GstNr.: 438                                                     |
| ja   | Datei hochladen | Figur, hl. Johannes Nepomuk HERIS-ID: 30131 Objekt-ID: 26862                                            | Dorfplatz 5, bei Standort KG: Schützen am Gebirge              | Eine Johannes-Nepomuk-Figur aus dem 18. Jahrhundert in einer Nische der Kirchhofmauer.                                                                               | BDA-Hist.: Q37930786 Status: § 2a Stand der BDA-Liste: 2025-06-30 Name: Figur, hl. Johannes Nepomuk GstNr.: 438                                                       |
| ja   | Datei hochladen | Figurenbildstock, Marienpfeiler HERIS-ID: 30129 Objekt-ID: 26860                                        | Hauptstraße Standort KG: Schützen am Gebirge                   | Ein quadratischer Marienpfeiler, der mit 1716 datiert ist. | BDA-Hist.: Q37930751 Status: § 2a Stand der BDA-Liste: 2025-06-30 Name: Figurenbildstock, Marienpfeiler GstNr.: 219/1                                                 |
| ja   | Datei hochladen | Figurenbildstock, Sebastianspfeiler HERIS-ID: 30133 Objekt-ID: 26864                                    | bei Neusiedler Straße 105a Standort KG: Schützen am Gebirge    | Ein quadratischer Spiegelpfeiler, datiert mit 1681, und eine Steinfigur, datiert mit 1711.                                                                           | BDA-Hist.: Q37930802 Status: § 2a Stand der BDA-Liste: 2025-06-30 Name: Figurenbildstock, Sebastianspfeiler GstNr.: 3622/4                                            |
| ja   | Datei hochladen | Sebastianssäule HERIS-ID: 30134 Objekt-ID: 26865seit 2020                                               | Ried Obere Satz Standort KG: Schützen am Gebirge               | Die Säule des Pestheiligen Sebastian wird auf das Jahr 1710 datiert                                                                                                  | BDA-Hist.: Q105618203 Status: Bescheid Stand der BDA-Liste: 2025-06-30 Name: Sebastianssäule GstNr.: 1481                                                             |
| ja   | Datei hochladen | Ehem. Dorfmühle/Lehnermühle - Taubenschlag, Gnadenstuhl und Votivtafel HERIS-ID: 30123 Objekt-ID: 26854 | Ruster Straße 4 Standort KG: Schützen am Gebirge               | Ein in der Substanz barocker, dreiflügiger Bau. | BDA-Hist.: Q37930643 Status: Bescheid Stand der BDA-Liste: 2025-06-30 Name: Ehem. Dorfmühle/ Lehnermühle - Taubenschlag, Gnadenstuhl und Votivtafel GstNr.: 1042      |
| ja   | Datei hochladen | Pfeiler mit Ecce Homo-Figur HERIS-ID: 30132 Objekt-ID: 26863seit 2020                                   | St. Margarethener Straße Standort KG: Schützen am Gebirge      | Der Pfeiler, der Christus an der Geißelsäule mit den Marterwerkzeugen am Sockel zeigt, ist der älteste Bildstock auf Schützener Gebiet und stammt aus dem Jahr 1623. | BDA-Hist.: Q105618387 Status: Bescheid Stand der BDA-Liste: 2025-06-30 Name: Pfeiler mit Ecce Homo-Figur GstNr.: 1295, 1384                                           |
| ja   | Datei hochladen | Figurenbildstock, Guter Hirte HERIS-ID: 30128 Objekt-ID: 26859                                          | bei Zum guten Hirten 2 Standort KG: Schützen am Gebirge        | Ein quadratischer Pfeiler mit einer Steinfigur. Datiert mit 1773. | BDA-Hist.: Q37930718 Status: § 2a Stand der BDA-Liste: 2025-06-30 Name: Figurenbildstock, Guter Hirte GstNr.: 4678                                                    |
| ja   | Datei hochladen | Gnadenstuhl, Dreifaltigkeitssäule HERIS-ID: 30126 Objekt-ID: 26857                                      | Standort KG: Schützen am Gebirge                               | Diese am Weg nach Oggau liegende Dreifaltigkeitsdarstellung in Form eines Gnadenstuhls wurde laut Inschrift 1869 gestiftet.                                          | BDA-Hist.: Q37930690 Status: § 2a Stand der BDA-Liste: 2025-06-30 Name: Gnadenstuhl, Dreifaltigkeitssäule GstNr.: 1485                                                |